# Pierre Emmanuel Jacques de Rivaz
Pour les articles homonymes, voir Rivaz.
Pierre Emmanuel Jacques de Rivaz, né le 3 juillet 1745 à Brigue et  mort le 24 janvier 1833 à Paris, est un général suisse de la Révolution française.
Il est le fils de l’inventeur et historien Pierre Joseph de Rivaz (1711-1772).

## États de service
Il entre en service le 7 mars 1763, comme enseigne au régiment de Courten, il passe sous-lieutenant le 14 juillet suivant, et lieutenant le 17 février 1771. Il obtient une commission de capitaine le 9 mai 1784, et il est fait chevalier de Saint-Louis le 1er juin 1789, avant de quitter l’armée le 13 mai 1792.
Il reprend du service le 7 juillet 1792, comme adjoint aux adjudants-généraux de l'armée du Midi, et le 15 octobre de la même année, il est nommé lieutenant-colonel au 70e régiment d’infanterie. Adjudant-général chef de brigade à l'armée des Alpes le 5 mai 1793, il est promu général de brigade provisoire par les représentants du peuple près de l'armée des Alpes le 21 juin 1793. Il sert sous Kellermann devant Lyon en août 1793, s'empare des hauteurs de Sainte-Foy le 29 septembre, et repousse Précy le 8 octobre. Adjoint au représentant du peuple chargé de l'embrigadement aux armées des Alpes et d'Italie le 22 février 1794, il est confirmé dans son grade par le comité de salut public le 28 janvier 1795, pour compter du 21 juin 1793. 
Il est admis à la retraite le 13 juin 1795, à la suite d'une chute de cheval, et le 26 août il est employé près de la 1re division du salut public comme quatrième commis au ministère de la Justice à Paris. Il est remis en position de retraite le 7 novembre 1795.
Il meurt le 24 janvier 1833, à Paris.

## Sources
- (en) « Generals Who Served in the French Army during the Period 1789 - 1814: Eberle to Exelmans »
- David Rey, « Rivaz, Pierre Emmanuel Jacques de » dans le Dictionnaire historique de la Suisse en ligne, version du 16 mai 2012..
- (pl) « Napoléon.org.pl »
- Henri Michelet, L'inventeur Isaac de Rivaz: 1752 - 1828, imprimerie Pillet Martigny, 1965.
- Georges Six, Dictionnaire biographique des généraux & amiraux français de la Révolution et de l'Empire (1792-1814), Paris : Librairie G. Saffroy, 1934, 2 vol., p. 374